# Hugo Koblet
Hugo Koblet (21. března 1925 Curych, Švýcarsko – 6. listopadu 1964, Uster) byl švýcarský profesionální cyklista přezdívaný Šarmantní cyklista nebo také cyklistický James Dean.
V roce 1951 se stal nejmladším vítězem Tour de France. Zemřel při autonehodě, když nezvládl řízení svého vozu Alfa Romeo.

## Kariéra
- Mistr Švýcarska (silnice) – 1955
- Mistr Švýcarska (dráha ) – 1946 (amatér), 1947–1954
- Vítěz Giro d'Italia – 1950, druhý 1953–1955
- Vítěz Tour de France – 1951
- Vítěz Kolem Švýcarska – 1950, 1953, 1955
- Vítěz Kolem Romandie – 1953, druhý 1950 – 1952, 1955
- Mistrovství Světa (dráha) – druhý 1951, 1954, třetí 1947